# Úrvalsdeild 1945
Thống kê của Úrvalsdeild mùa giải 1945.

## Tổng quan
Có 4 đội tham gia, và Valur giành chức vô địch. Hörður Óskarsson của KR là vua phá lưới với 6 bàn thắng.

## Bảng xếp hạng
| Vị thứ | Câu lạc bộ | St | T | H | B | BT | BB | HS  | Đ |
| 1      | Valur      | 3  | 3 | 0 | 0 | 15 | 0  | +15 | 6 |
| 2      | KR         | 3  | 2 | 0 | 1 | 10 | 1  | +9  | 4 |
| 3      | Fram       | 3  | 0 | 1 | 2 | 1  | 12 | -11 | 1 |
| 4      | Víkingur   | 3  | 0 | 1 | 2 | 1  | 14 | -13 | 1 |